# Saison 2006 du Tour européen PGA
La saison 2006 du Circuit Européen s'est tenu sur 52 semaines et avait débuté fin 2005.
35e saison depuis la création du Circuit Européen, la saison est constituée de 47 tournois officiels, incluant les quatre tournois constituant le Grand Chelem, les trois tournois du  World Golf Championships.
Le cicrcuit européen se produit principalement en Europe, mais aussi en Asie, en Afrique du Sud et en Australie. 
L'irlandais Pádraig Harrington remporte le classement de l'Ordre du Mérite européen, la décision s'effectuant lors du dernier tournoi. L'anglais Paul Casey, qui a terminé second au classement des gains, est nommé Player of the year (joueur de l'année), l'Écossais Marc Warren remportant pour sa part le titre de rookie of the year (meilleur débutant de l'année).

## Calendrier
| Date                  | Tournoi                                      | Lieu                          | Vainqueur                     | points pour le World Golf Ranking | Notes                                                  |
| --------------------- | -------------------------------------------- | ----------------------------- | ----------------------------- | --------------------------------- | ------------------------------------------------------ |
| 10-13 novembre        | HSBC Champions Tournament                    | Chine                         | David Howell (3)              | 24 (48)                           | fait partie également de trois autres circuits         |
| 24-27 novembre        | Volvo China Open                             | Chine                         | Paul Casey (5)                | 9 (18)                            | fait partie également du Asian Tour                    |
| 1-4 décembre          | Omega Hong Kong Open                         | Hong Kong, Chine              | Colin Montgomerie (30)        | 14 (28)                           | fait partie également du Asian Tour                    |
| 8-11 décembre         | Dunhill Championship                         | Afrique du Sud                | Ernie Els (21)                | 10 (20)                           | fait partie également du Sunshine Tour                 |
| 15-18 décembre        | South African Airways Open                   | Afrique du Sud                | Retief Goosen (13)            | 16 (32)                           | fait partie également du Sunshine Tour                 |
| 7-8 janvier           | Royal Trophy                                 | Thaïlande                     | Europe                        | N/A                               | Compétition par équipe: Europe contre Asie             |
| 19-22 janvier         | Abu Dhabi Golf Championship                  | Émirats arabes unis           | Chris DiMarco (N/A)           | 21 (42)                           | Ne fait pas partie du Asian Tour                       |
| 26-29 janvier         | Qatar Masters                                | Qatar                         | Henrik Stenson (3)            | 22 (44)                           | fait partie également du Asian Tour                    |
| 2-5 février           | Dubai Desert Classic                         | Émirats arabes unis           | Tiger Woods (N/A)             | 24 (48)                           | Ne fait pas partie du Asian Tour                       |
| 9-12 février          | Johnnie Walker Classic                       | Australie                     | Kevin Stadler (N/A)           | 22 (44)                           | fait partie également des Asian et Australasian tours. |
| 16-19 février         | Carlsberg Malaysian Open                     | Malaisie                      | Charlie Wi (N/A)              | 10 (20)                           | fait partie également du Asian Tour                    |
| 22-26 février         | WGC-Accenture Match Play Championship        | Émirats arabes unis           | Geoff Ogilvy (N/A)            | 38 (76)                           | World Golf Championships                               |
| 2-5 mars              | Enjoy Jakarta Indonesia Open                 | Indonésie                     | Simon Dyson (1)               | 10 (20)                           | fait partie également du Asian Tour                    |
| 9-12 mars             | Singapore Masters                            | Singapour                     | Mardan Mamat (N/A)            | 10 (20)                           | fait partie également du Asian Tour                    |
| 16-19 mars            | TCL Classic                                  | Chine                         | Johan Edfors (1)              | 12 (24)                           | fait partie également du Asian Tour                    |
| 23-26 mar             | Madeira Island Open                          | Portugal                      | Jean Van de Velde (2)         | 12 (24)                           | First event in Europe                                  |
| 30 mars - 2 avril     | Portuguese Open                              | Portugal                      | Paul Broadhurst (6)           | 12 (24)                           |                                                        |
| 6-9 avr               | Masters                                      | États-Unis                    | Phil Mickelson (N/A)          | 50 (100)                          | grand chelem                                           |
| 13-16 avril           | Volvo China Open                             | Chine                         | Jeev Milkha Singh (1)         | 12 (24)                           | fait partie également du Asian Tour                    |
| 20-23 avril           | BMW Asian Open                               | Chine                         | Gonzalo Fernández-Castaño (2) | 15 (30)                           | fait partie également du Asian Tour                    |
| 27-30 avril           | Open d'Espagne                               | Espagne                       | Niclas Fasth (4)              | 12 (24)                           |                                                        |
| 4-7 mai               | Telecom Italia Open                          | Italie                        | Francesco Molinari (1)        | 12 (24)                           |                                                        |
| 11-14 mai             | British Masters                              | Angleterre                    | Johan Edfors (2)              | 21 (42)                           |                                                        |
| 18-21 mai             | Nissan Irish Open                            | Irlande                       | Thomas Bjørn (9)              | 19 (38)                           |                                                        |
| 25-28 mai             | BMW PGA Championship                         | Angleterre                    | David Howell (4)              | 32 (64)                           |                                                        |
| 1-4 juin              | Celtic Manor Wales Open                      | Pays de Galles                | Robert Karlsson (6)           | 14 (28)                           |                                                        |
| 8-11 juin             | BA-CA Golf Open                              | Autriche                      | Markus Brier (1)              | 12 (24)                           |                                                        |
| 15-18 juin            | U.S. Open                                    | États-Unis                    | Geoff Ogilvy (N/A)            | 50 (100)                          | Tournoi du grand chelem                                |
| 15-18 juin            | Open de Saint-Omer                           | France                        | César Monasterio (1)          | 9 (18)                            |                                                        |
| 22-25 jun             | Johnnie Walker Championship at Gleneagles    | Écosse                        | Paul Casey (6)                | 12 (24)                           |                                                        |
| 29 juin - 2 juillet   | Open de France                               | France                        | John Bickerton (2)            | 20 (40)                           |                                                        |
| 6-9 juillet           | Smurfit European Open                        | Irlande                       | Stephen Dodd (3)              | 23 (46)                           |                                                        |
| 13-16 juillet         | Barclays Scottish Open                       | Écosse                        | Johan Edfors (3)              | 25 (50)                           |                                                        |
| 20-23 juillet         | Open britannique                             | Royaume-Uni                   | Tiger Woods (N/A)             | 50 (100)                          | Tournoi du grand chelem                                |
| 27-30 juillet         | Deutsche Bank Players Championship of Europe | Allemagne                     | Robert Karlsson (7)           | 25 (50)                           |                                                        |
| 3-6 août              | EnterCard Scandinavian Masters               | Suède                         | Marc Warren (1)               | 12 (24)                           |                                                        |
| 10-13 août            | KLM Open                                     | Pays-Bas                      | Simon Dyson (2)               | 12 (24)                           |                                                        |
| 17-20 août            | USPGA                                        | États-Unis                    | Tiger Woods (N/A)             | 50 (100)                          | Tournoi du grand chelem                                |
| 17-20 août            | Imperial Collection Russian Open             | Russie                        | Alejandro Cañizares (1)       | 12 (24)                           | Secondary to the PGA Championship                      |
| 24-27                 | WGC-Bridgestone Invitational                 | Émirats arabes unis           | Tiger Woods (N/A)             | 38 (76)                           | World Golf Championships                               |
| 31 août - 3 septembre | BMW International Open                       | Allemagne                     | Henrik Stenson (4)            | 22 (44)                           |                                                        |
| 7-10 sep              | Omega European Masters                       | Suisse                        | Bradley Dredge (2)            | 12 (24)                           |                                                        |
| 14-17 septembre       | HSBC World Match Play Championship           | Angleterre                    | Paul Casey (7)                | 24 (48)                           | Tournoi en match play avec 16 joueurs                  |
| 14-17 septembre       | Open de Madrid                               | Espagne                       | Ian Poulter (7)               | 12 (24)                           |                                                        |
| 22-24 septembre       | Ryder Cup                                    | (Irlande en 2006)             | Europe Europe                 | N/A                               | Compétition par équipe: Europe contre États-Unis       |
| 28 septembre - 1 oct  | WGC-American Express Championship            | Variant: (Angleterre en 2006) | Tiger Woods (N/A)             | 35 (70)                           | World Golf Championships                               |
| 5-8 octobre           | Dunhill Links Championship                   | Écosse                        | Pádraig Harrington (10)       | 25 (50)                           | Présence également d'un tournoi pro-am                 |
| 19-22 octobre         | Mallorca Classic                             | Espagne                       | Niclas Fasth (5)              | 14 (28)                           |                                                        |
| 26-29 octobre         | Volvo Masters                                | Espagne                       | Jeev Milkha Singh (2)         | 24 (48)                           |                                                        |

## Ordre du Mérite
Ce classement est établi sur le total des gains obtenu au cours de la saison.
Les dix premiers de la saison 2007 sont :
| Position | Joueur             | Pays           | Total des gains (€) |
| -------- | ------------------ | -------------- | ------------------- |
| 1.       | Pádraig Harrington | Irlande        | 2 489 337           |
| 2.       | Paul Casey         | Angleterre     | 2 454 084           |
| 3.       | David Howell       | Angleterre     | 2 321 116           |
| 4.       | Robert Karlsson    | Suède          | 2 044 936           |
| 5.       | Ernie Els          | Afrique du Sud | 1 716 208           |
| 6.       | Henrik Stenson     | Suède          | 1 709 359           |
| 7.       | Luke Donald        | Angleterre     | 1 658 060           |
| 8.       | Ian Poulter        | Angleterre     | 1 589 070           |
| 9.       | Colin Montgomerie  | Écosse         | 1 534 748           |
| 10.      | Johan Edfors       | Suède          | 1 505 583           |